# Westquarter
Westquarter est un village dans le Falkirk, en Écosse.

## Démographie
En 2020, la population était de 1 120 habitants.